# Kulturhistorisk Museum (Oslo)
 For alternative betydninger, se Kulturhistorisk Museum (flertydig). (Se også artikler, som begynder med Kulturhistorisk Museum)
Kulturhistorisk Museum (KHM) er en museumsorganisation ved Universitetet i Oslo. Organisationen blev oprettet i 1999 under navnet Universitetets kulturhistoriske museer da Universitetets Oldsaksamling (med Vikingeskibsmuseet), Myntkabinettet og Etnografisk museum blev slået sammen til én organisation. I 2004 blev navnet ændret til Kulturhistorisk museum.
Egil Mikkelsen var direktør for museet fra etableringen i 1999. Den danske socialantropolog Rane Willerslev blev ansat som ny direktør 1. november 2011. Fra 2014 er arkæolog Håkon Glørstad ansat som direktør.
Kulturhistorisk museum holder blandt andet til i Historisk museum på Tullinløkka samt i Frederiksgate 3 og St. Olavs gate 29 i Oslo. I 2015 blev det lavet en arkitektkonkurrence med om udvidelse af det nuværende Vikingskibsmuseum.